# 森衣吹
森 衣吹（もり いぶき、英語: Ibuki Mori、1996年12月6日 - ）は、日本のフィギュアスケート選手（アイスダンス、女子シングル）。パートナーは鈴木健太郎。

## 経歴
愛知県名古屋市出身。日進市立日進西中学校、中京大学附属中京高等学校卒業。上智大学在学中。
スケートを始めたのは7歳のときで、NHK連続テレビ小説「てるてる家族」を観て憧れたことがきっかけである。
2014-15シーズンまでは女子シングルとして活動をしていたが、2015-16シーズンよりアイスダンスに転向し鈴木健太郎とカップルを結成した。

## 主な戦績

### アイスダンス
| 大会/年              | 2015-16 | 2016-17 |
| -------------------- | ------- | ------- |
| LPインターナショナル |         | 13      |
| アジア冬季競技大会   |         | 5       |
| 全日本選手権         | 3       | 4       |

#### 詳細
| 2016-2017 シーズン    |                                                                          |          |          |          |
| 開催日                | 大会名                                                                   | SD       | FD       | 結果     |
| 2017年2月23日 - 26日  | 2017年アジア冬季競技大会（札幌）                                         | 5 48.84  | 5 75.28  | 5 124.12 |
| 2016年12月22日 - 25日 | 第85回全日本フィギュアスケート選手権（門真）                             | 4 51.67  | 4 72.94  | 4 122.59 |
| 2016年7月27日 - 30日  | 2016年レークプラシッドアイスダンスインターナショナル（レークプラシッド） | 14 42.38 | 13 54.52 | 13 96.90 |

| 2015-2016 シーズン    |                                              |         |         |          |
| 開催日                | 大会名                                       | SD      | FD      | 結果     |
| 2015年12月24日 - 27日 | 第84回全日本フィギュアスケート選手権（札幌） | 3 43.66 | 3 66.90 | 3 110.56 |

### 女子シングル
| 大会/年      | 2013-14 | 2014-15 |
| ------------ | ------- | ------- |
| 全日本選手権 | 27      | 21      |

#### 詳細
| 2014-2015 シーズン    |                                              |          |          |           |
| 開催日                | 大会名                                       | SP       | FS       | 結果      |
| 2014年12月25日 - 28日 | 第83回全日本フィギュアスケート選手権（長野） | 21 46.05 | 20 83.73 | 21 129.78 |

| 2013-2014 シーズン    |                                                  |          |    |          |
| 開催日                | 大会名                                           | SP       | FS | 結果     |
| 2013年12月20日 - 23日 | 第82回全日本フィギュアスケート選手権（さいたま） | 27 43.41 | -  | 27 43.41 |